# Тоболиці (Мазовецьке воєводство)
Тоболиці (пол. Tobolice) — село в Польщі, у гміні Жекунь Остроленцького повіту Мазовецького воєводства.
Населення — 337 осіб (2011).
У 1975-1998 роках село належало до Остроленцького воєводства.

## Демографія
Демографічна структура станом на 31 березня 2011 року:
|          | Загалом | Допрацездатний вік | Працездатний вік | Постпрацездатний вік |
| -------- | ------- | ------------------ | ---------------- | -------------------- |
| Чоловіки | 161     | 33                 | 117              | 11                   |
| Жінки    | 176     | 34                 | 108              | 34                   |
| Разом    | 337     | 67                 | 225              | 45                   |